# 李范五
李范五（1912年5月3日—1986年），原名李福德，曾名张松，男，黑龙江穆棱人，中华人民共和国政治人物。

## 生平
李范五是黑龙江省穆棱县八面通镇河西乡福兴村人。早年考入北平大学俄文法政学院。后担任中共黑龙江穆棱县委书记、中共宁安县委书记，参与组建东北抗日联军。1940年，任中央东北工作委员会委员兼秘书长。1944年，改任中央情报部机关总务处处长。1945年，任中共合江省工委书记、合江省政府副主席。1946年，任中共合江省委副书记。1949年，改任松江省人民政府副主席；同年改任中央人民政府林垦部副部长。1958年，任中共黑龙江省委常务委员、省委书记；同年9月，兼任黑龙江省省长。1960年，任中共黑龙江省委第二书记。

### 文革時期被打倒
1966年，在文化大革命中遭誣陷性侵女學生因而遭到批鬥下台，並因一張生活照片（照片中髮型與毛澤東極相似），被紅衛兵（毛遠新與其六五兵團）指控為反革命，其二女李黎力（董必武兒媳）亦被下放勞改。